# تشارلز أ. كروسبي
تشارلز أ. كروسبي هو سياسي كندي، ولد في 31 أكتوبر 1937 في يارموث ‏ في كندا. نشط حزبياً في جمعية المحافظين التقدمية لنوفا سكوشا.